# ذا بانير ساغا
ذا بانير ساغا (بالإنجليزية: The Banner Saga)‏ ، هي لعبة فيديو إلكترونية من نوع تقمص الأدوار التكتيكية ، أنتجت سنة 2014م وتعمل لعدة أنظمة التشغيل والهواتف المحمولة، ومن بينها بلاي ستيشن 4 وإكس بوكس ون وأندرويد وآي أو إس ، وهي الجزء الأول من سلسلة ذا بانير ساغا.